# كلو باتلر
كلو باتلر (بالإنجليزية: Chloe Butler)‏ هي عارضة أسترالية، ولدت في 11 أبريل 1987.